# 張仁煥
張 仁煥（チャン・インファン、朝鮮語: 장인환, 1875年3月30日 - 1930年4月24日）は朝鮮の独立運動家。1908年に田明雲と共に元駐日アメリカ外交官で大韓帝国の外交顧問ダーハム・W・スティーブンスを殺害したことで知られている。

## 生涯

### 前半生
張仁煥は朝鮮のキリスト教徒であり、1905年2月に朝鮮からハワイへ移住、1906年8月にハワイからアメリカ合衆国本土へ移住した。彼はアメリカ本土に住んでいる間、朝鮮独立運動に関わるようになり、大同保国会（Daedong Bogukhoe）に所属していた。

### ダーハム・W・スティーブンス暗殺
1908年3月、スティーブンスの日本による韓国支配についての発言に大同保国会は激怒し、共立協会（Dongnip Hyeophoe）と共同で会議を開いた。なお、共立協会は地元にあった別の韓国系人の団体であり、田明雲が所属していた。
同じ団体に所属していたYang Ju-eunは後に1974年のインタビューで、張仁煥は田明雲とは対照的に、会議の間一言も話さなかったと思い起こした。彼は「物静かで内気なクリスチャンの紳士」と評判だった。だが、彼はアジア人の銃所有を阻止する法律の抜け道を利用し、ルームメイトから銃を購入した。
1908年3月23日、張仁煥と田明雲はサンフランシスコで乗船準備をしていたスティーブンスに接近した。スティーブンスはフェリーでオークランドへ行き、そこで電車に乗り換えてワシントンD.C.へ行く予定だった。田明雲は最初、回転式拳銃でスティーブンスを撃ったが失敗し、突撃して銃を鈍器代わりにしてスティーブンスの顔を殴った。張はそこで格闘している2人にむけて突発的に発砲し、スティーブンスに背中から2発当たった。混乱の中で田明雲も撃たれた。集まった群衆はその場で2人を私刑にすべきだと主張した。張仁煥は殺人罪で逮捕され、保釈なしで留置された。その一方で、田明雲は治療のため病院に送られた。
2日後の3月25日、スティーブンスの死の知らせを聞いたとき、彼は明らかに喜んでいた。

### 裁判と懲役
張仁煥と田明雲が互いに共謀したと証明するには証拠が不十分だったので、田明雲は6月に放免され、張仁煥は単独犯の被告として法廷に立たされた。
韓国系団体は彼の弁護人として3人の弁護士を雇い、その内の1人ネイサン・コフランは最終的にこの件をプロボノとする、すなわち無償弁護することに同意した。裁判で、コフランはアルトゥル・ショーペンハウアーの"patriotic insanity（愛国的な狂気）"の理論を用いて、心神喪失により無罪だと主張する計画を立てた
。
張仁煥の裁判は本来、7月27日にサンフランシスコの上級裁判所で始まる予定だった。だが、裁判当日、裁判長のキャロル・クックは判事室でコフラン並びに韓国系団体の数人と会談し、その結果裁判は1ヶ月遅れた。
同年12月23日、陪審員は張仁煥を第二級謀殺の罪で有罪とした。
張仁煥自身は刑務所に収監されるよりも私刑を望むと通訳を通じて主張したが、サン・クエンティン州立刑務所で懲役25年に処された。
収容中、彼は大同日報に『怨恨が骨髓に染み込むと法に背くことでも躊躇なく行うものだ、国家の公敵や盗賊への対応に公法が入り込む余地はない』（中央日報日本語版）と事件の動機を述べた。
1919年、彼はわずか10年在所しただけで釈放された。

### 晩年
1927年に朝鮮に帰国した。帰国後は、朝鮮の独立運動家である曺晩植の結婚式に参列した。また、平安北道の宣川郡で児童養護施設を設立した。だが、朝鮮総督府の圧力の下、彼はアメリカに戻った。1930年にサンフランシスコで自殺し、現地で埋葬された。

## 死後の評価
死後の1962年、大韓民国の大韓民国国家報勲処より建国勲章を授与された。
1975年、当時の韓国の大統領だった朴正煕は、独立運動家や歴代大統領が埋葬されている国立ソウル顕忠院に張仁煥を改葬するよう命じた。